# هيئة دروع الثورة
هيئة دروع الثورة هي تشكيل عسكري إسلامي تتكون من عدة ألوية في الداخل السوري، تنتسب فكريًا إلى الإخوان المسلمين في سوريا، وهي جزء من المعارضة السورية والجيش السوري الحر، وتعتبر نفسها ممثلًا وحاميًا للحراك السوري، انضمت إلى مجلس قيادة الثورة السورية في 3 أغسطس 2014. يُعتقد أنها تلقت الدعم من حركة حماس.
في مارس 2014 انشق كل من لواء الفاتحين ولواء إيمان ولواء سهام الحق، المنتسبين سابقاً إلى الهيئة، عن المجموعة وانضموا إلى تحالف فيلق الشام الجديد.

## التأسيس
تأسست في 21 ديسمبر 2012 خلال مؤتمر في إسطنبول بتركيا بحضور قائد الجيش الحر رياض الأسعد والمراقب العام للإخوان المسلمين محمد رياض الشقفة الذي أكد أن هيئة الدروع مستقلة وليست جناحاً مسلحاً لجماعة الإخوان المسلمين، مضيفا أن بعض قادة الكتائب من «أصحاب الفكر الوسطي المعتدل» سبق أن تواصلوا مع الجماعة لتأكيد ولائهم لها، إلا أن الجماعة أكدت لهم عدم رغبتها في تشكيل كتائب خاصة بها، ونصحتهم بتشكيل تجمع الهيئة. عسكريا كان قد أُعلن عن تأسيس الهيئة في البيان المصور لتأسيس الهيئة كما أعلن فيه العقيد الطيار الركن محمد حسين نعسان ونائب رئيس هيئة دروع الثورة العميد أركان أحمد سامي حمزة مع مجموعة من الضباط والجنود عن تأسيس الهيئة لتكون جزءا من الجيش السوري الحر.

## أهدافها
- جمع كافة التشكيلات المسلحة العاملة تحت مظلتها بقيادة مشتركة لغرض تحقيق التكامل في الإمكانيات والتعاون في أداء الواجبات والتنسيق بين تشكيلاتها والتشكيلات الأخرى في تنفيذ المهام.
- متابعة التشكيلات المسلحة العاملة تحت مظلة هيئة دروع الثورة للعمل وفق السياسات العامة لهذه الهيئة.
- تسهيل العمل وفق رؤية واضحة تم وضعها من قبل القيادة العليا لهيئة دروع الثورة.
- المساهمة المباشرة في حماية الحراك الثوري السلمي لحين إسقاط النظام المجرم وتحقيق أهداف الثورة.
- المساهمة الفاعلة في تحقيق الهدف الاستراتيجي للثورة وهو إسقاط النظام بكل أركانه ورموزه.[5][6]